# Марк (Давлетов)
Архиепископ Марк (в миру Рустам Мирсагитович Давлетов, баш. Рөстәм Мирзаһит улы Дәүләтов; род. 17 сентября 1966, Бакалы, Башкирская АССР) — архиерей Русской православной церкви, архиепископ Воркутинский и Усинский.
Тезоименитство — 25 апреля (8 мая) (память апостола и евангелиста Марка).

## Биография
Родился 17 сентября 1966 года в селе Бакалы Башкирской АССР. Его родной брат игумен Даниил (Давлетов).
В 1983 году окончил среднюю школу № 2 села Бакалы.
В 1984 году поступил на художественно-графический факультет Башкирского государственного педагогического института. Проучившись на очном отделении 3,5 года, оставил учёбу по собственному желанию и переехал жить в Ленинград, где устроился на работу в специальные научно-производственные реставрационные мастерские «Реставратор».
В 1990 году крещён в Троицком соборе Александро-Невской лавры с именем в честь великомученика Георгия Победоносца.
С 1992 года нёс послушания трудника в разных монастырях. С 1996 года — насельник Николо-Шартомского монастыря Шуйского района Ивановской области.
28 февраля 1998 года рукоположен во диакона архиепископом Ивановским и Кинешемским Амвросием (Щуровым).
17 апреля 1998 года пострижен в монашество с наречением имени в честь апостола и евангелиста Марка.
17 мая 1998 года рукоположен во иеромонаха архиепископом Ивановским и Кинешемским Амвросием (Щуровым).
На 2003 год исполнял должность помощника благочинного Николо-Шартомского монастыря.
В 2009 году закончил Шуйский государственный педагогический университет по специальности «юрист».
3 декабря 2012 года решением епархиального совета избран членом епархиального суда Шуйской епархии.
С 2013 года совмещал монастырское послушание с работой в Шуйском епархиальном управлении на должности руководителя имущественно-правового отдела. Был руководителем поискового отряда «Православная дружина в честь благоверного князя Александра Невского». Входил в состав общественного совета городского округа Шуя.
В 2017 году окончил Иваново-Вознесенскую духовную семинарию.
14 июля 2017 года назначен и. о. настоятеля Воскресенско-Феодоровского мужского монастыря села Сергеева Шуйского района.

### Архиерейство
28 декабря 2017 года решением Священного синода Русской православной церкви избран епископом Воркутинским и Усинским (Республика Коми). 29 декабря 2017 года в храме Всех святых, в земле Русской просиявших, в Патриаршей и Синодальной резиденции в Даниловом монастыре управляющим делами Московской патриархии митрополитом Санкт-Петербургским и Ладожским Варсонофием (Судаковым) был возведён в сан архимандрита.
6 января 2018 года, в Рождественский сочельник, в Тронном зале храма Христа Спасителя в Москве состоялось его наречение во епископа. 8 января в Успенском соборе Московского Кремля рукоположён во епископа. Хиротонию совершили: патриарх Кирилл, митрополит Истринский Арсений, митрополит Иваново-Вознесенский и Вичугский Иосиф, архиепископ Сыктывкарский и Коми-Зырянский Питирим (Волочков), архиепископ Солнечногорский Сергий (Чашин), епископ Воскресенский Савва (Михеев), епископ Домодедовский Иоанн (Руденко).
18 июля 2019 года за литургией в Троице-Сергиевой лавре патриархом Кириллом возведён в сан архиепископа.
С 24 июня по 24 июля 2025 года временно управлял Сыктывкарской епархией в связи с кончиной архиепископа Сыктывкарского и Коми-Зырянского Питирима (Волочкова).

## Награды
Богослужебные награды
- Палица (22 апреля 2014)[8].